# Complesso Calanchivo di Castellana Sicula
Complesso Calanchivo di Castellana Sicula este o arie protejată (arie specială de conservare — SAC, sit de importanță comunitară — SCI) din Italia întinsă pe o suprafață de 182 ha, integral pe uscat.

## Localizare
Centrul sitului Complesso Calanchivo di Castellana Sicula este situat la coordonatele 37°45′55″N 13°59′03″E / 37.765381°N 13.98411°E.

## Înființare
Situl Complesso Calanchivo di Castellana Sicula a fost declarat sit de importanță comunitară în septembrie 1995 pentru a proteja 1 specie de plante și 20 de specii de animale. Situl a fost protejat și ca arie specială de conservare în decembrie 2015.

## Biodiversitate
Situată în ecoregiunea mediteraneană, aria protejată conține 6 habitate naturale: Galerii de Salix alba și de Populus alba, Ape puternic oligomezotrofe cu vegetație bentonică cu Chara spp., Tufărișuri halo-nitrofile (Pegano-Salsoletea), Pseudostepă cu ierburi și specii anuale de Thero-Brachypodietea, Galerii și tufărișuri riverane sudice (Nerio-Tamaricetea și Securinegion tinctoriae), Lacuri eutrofice naturale cu vegetație de tip Magnopotamion sau Hydrocharition.
La baza desemnării sitului se află mai multe specii protejate:
- plante (1): Tripolium sorrentinoi
- păsări (20): ciocârlie-de-câmp (Alauda arvensis), Alectoris graeca whitakeri, fâsă-de-câmp (Anthus campestris), fâsă de luncă (Anthus pratensis), Apus pallidus, pasărea ogorului (Burhinus oedicnemus), ciocârlie-cu-degete-scurte (Calandrella brachydactyla), muscar negru (Ficedula hypoleuca), cinteză (Fringilla coelebs), rândunică (Hirundo rustica), capîntortură (Jynx torquilla), sfrâncioc cu cap roșu (Lanius senator), ciocârlie de pădure (Lullula arborea), ciocârlie de bărăgan (Melanocorypha calandra), mierlă de piatră (Monticola saxatilis), pietrar sur (Oenanthe oenanthe), codroș de munte (Phoenicurus ochruros), turturică (Streptopelia turtur), silvie roșcată (Sylvia cantillans), Sylvia conspicillata

Pe lângă speciile protejate, pe teritoriul sitului au mai fost identificate 27 de specii de plante, 2 specii de mamifere, 1 specie de reptile.